# Hebreus católicos
Hebreus católicos  (em hebraico: עברים קתולים, transl. Ivrím Qatholím) são todos os judeus convertidos para a Igreja Católica Apostólica Romana. São conhecidos assim segundo a proposta oferecida pelo carmelita Elias Friedman (1987), que também era um judeu convertido. Mantêm suas tradições judaicas à luz do Evangelho e à Doutrina do Magistério Católico Romano. Muitos vivem em Israel.

## Origem da denominação
Tradicionalmente são chamados judeus convertidos ou erradamente cristão-novos visto os judeus convertidos de hoje em dia nada terem a ver com os judeus forçados na Idade Média em diferentes lugares da Europa e Oriente Médio, e mais recentemente judeus cristãos ou judeus católicos
Segundo o enfoque de Elias Friedman, O.C.D, fundador da Associação de Hebreus Católicos, estas denominações não deveriam ser usadas, já que como este sugere,’ "judeu" se usa, como foi historicamente, para referir-se aqueles que aceitam a lei religiosa judaica’ e a palavra "hebreu", por outro lado, se refere àquele povo eleito, embora aceite a lei rabínica ou não.
Em consequência a sua proposta, Friedman recomenda que não se deve dizer "judeus cristãos" ou judeus católicos, mas sim hebreus cristãos ou hebreus católicos, porque já não continua sob a lei rabínica, mas continua fazendo parte do povo eleito
Os Hebreus católicos consideram que pode ser tomado como tal, por um lado, todo aquele de origem judaica, que foi batizado na Igreja Católica Apostólica Romana e permanecer nela voluntariamente ou, por outro lado, aqueles católicos de origem não-judaica, que estão em contato com a língua, cultura e espiritualidade hebraica e desejam pertencer e colaborar com alguma das associações que os congreguem.

## Identidade
Os Hebreus católicos são um movimento religioso de nível mundial em que participam voluntariamente tantos judeus e não-judeus. As principais associações são:   The Association of Hebrew Catholics (A Associação de Hebreus Católicos), B'nei Tzion (Associação de Católicos de Tradição hebraica), Remnat de Israel (Remanescente de Israel) e Miriam Bat Tzion (Maria, filha de Sião).
Não devem ser confundidos com Judaísmo messiânico, Beth B’nei Tsion ou qualquer seita da tradição judaico-cristã recém-formada. Não se trata de um movimento separatista, cismático, ou Autocéfalo. Eles se identificam assim como tais termos expostos e obedecem as orientações da Igreja Católica.
Suas missas são realizadas principalmente no rito romano, mas em hebraico. Em Israel e todo o Mundo estão sob o cuidado pastoral do Patriarcado Latino de Jerusalém.
Além de todas as , também observam o Pessach, Rosh Hashaná e Shavuot.
Utilizam o quipá, talit e tefilin quando rezam e vão à missa. Também beijam a mezuzá quando passam por uma.

## Associações de hebreus católicos
Existem várias associações que reúnem os hebreus católicos, entre elas estão a Associação de Hebreus Católicos, Remnat of Israel, Miriam Bat Tzion, B’nei Tzion... Entre os diferentes objetivos os são principalmente:
- Preservar a herança cultural e espiritual do Povo de Israel na Igreja Católica Apostólica Romana.
- Demonstrar as raízes judaicas da Igreja Católica Apostólica Romana.
- Manter uma postura de diálogo entre judeus e cristãos de todas as correntes relacionados com os assuntos judaico-cristã.

Estas associações contam com membros principalmente nos Estados Unidos e Israel, porém, estão presentes em países como a França, Itália, Espanha, Portugal, Alemanha,Países Baixos, Bélgica, Polônia, Hungria, Canadá, México, Colômbia, Venezuela,Chile, Argentina, África do Sul, Austrália, Inglaterra e Brasil.